# Robert Clampett
Robert Emerson Clampett, conosciuto anche col diminutivo Bob (San Diego, 8 maggio 1913 – Detroit, 4 maggio 1984), è stato un regista e animatore statunitense. È celebre per il suo lavoro sui cortometraggi d'animazione Warner Bros. e sulle serie TV Time for Beany e Tre allegri naviganti.
Clampett nacque e crebbe non lontano da Hollywood, e presto espresse interesse per l'animazione e il teatro di figura. Dopo aver lasciato il liceo qualche mese prima di diplomarsi nel 1931, Clampett entrò nel team della Harman-Ising Productions ed iniziò a lavorare sui nuovi cortometraggi dello studio, intitolati Looney Tunes e Merrie Melodies.
Clampett fu promosso a una posizione di regista nel 1937, e durante i suoi quindici anni allo studio diresse 84 cortometraggi e progettò alcuni dei personaggi più famosi dello studio, tra cui Porky Pig e Titti. 
Tra i film più acclamati di Clampett ci sono Porky in Strambilandia (1938), Coal Black and de Sebben Dwarfs (1943) e La grande rapina al salvadanaio (1946). Clampett lasciò la Warner Bros. Cartoons nel 1946 e rivolse la sua attenzione alla televisione, creando la famosa serie TV di marionette Time for Beany nel 1949. Una successiva versione animata della serie, dal titolo Tre allegri naviganti, fu trasmessa con successo sulla ABC tra il 1962 e la fine del 1967.
Nei suoi ultimi anni, Clampett girò campus universitari e festival di animazione come docente di storia dell'animazione. I suoi cartoni animati della Warner sono conosciuti per le loro qualità surreali, l'animazione energica e stravagante e l'umorismo irriverente. Lo storico dell'animazione Jerry Beck lodò Clampett per "aver messo la parola 'looney' in Looney Tunes".